# Rachel Talalay
Rachel Talalay (Chicago, 16 de julio de 1958) es una directora y productora de cine y televisión estadounidense. También se ha desempeñado como docente de cine en la Universidad de Columbia Británica.

## Carrera
Talalay trabajó en varios aspectos diferentes en la dirección de cine antes de hacer su debut como directora con la película Freddy's Dead: The Final Nightmare (1991). Talalay ya se había involucrado en aspectos técnicos en las primeras cuatro películas de la saga A Nightmare on Elm Street. Tras su trabajo en las películas anteriores de Nightmare utilizó sus habilidades informáticas y encontró formas de crear mejores efectos especiales a la vez que mantenía los costos bajos. A pesar de su familiaridad con las películas de Freddy Krueger, cuando dirigió Freddy's Dead recibió memorandos internos diciéndole que no fuera "demasiado femenina" o "demasiado sensible" al momento de filmar.
Talalay también dirigió Tank Girl en 1995. Como productora de cine, Talalay trabajó con el director John Waters en las películas Hairspray (1988) y Cry-Baby (1990). También fue asistente de producción de Waters en la película Polyester de 1981.
Talalay afirma que desde que se relanzó la serie Doctor Who en 2005, quiso trabajar en el programa. Talalay dirigió los episodios finales de la octava temporada, Dark Water y Death in Heaven. Regresó para la siguiente temporada, dirigiendo los episodios finales Heaven Sent y Hell Bent. Heaven Sent fue aclamado por la crítica y es considerado como uno de los mejores episodios de la historia del programa. En mayo de 2017 se anunció que Talalay también dirigiría el especial navideño Twice Upon a Time. En 2023, volvió para dirigir el especial The Star Beast en el marco del 60° aniversario de la serie.

## Filmografía

### Cine
| Año  | Título                                        | Directora | Productora | Guionista | Notas            |
| ---- | --------------------------------------------- | --------- | ---------- | --------- | ---------------- |
| 1988 | Hairspray                                     |           | Sí         |           |                  |
| 1988 | A Nightmare on Elm Street 4: The Dream Master |           | Sí         |           |                  |
| 1990 | Cry-Baby                                      |           | Sí         |           |                  |
| 1991 | Freddy's Dead: The Final Nightmare            | Sí        |            | Sí        |                  |
| 1993 | Ghost in the Machine                          | Sí        |            |           |                  |
| 1995 | Tank Girl                                     | Sí        |            |           |                  |
| 1997 | The Borrowers                                 |           | Sí         |           |                  |
| 2003 | A Tale of Two Wives                           | Sí        |            |           | Película para TV |
| 2006 | The Wind in the Willows                       | Sí        |            |           | Película para TV |
| 2012 | Hannah's Law                                  | Sí        |            |           | Película para TV |
| 2014 | The Dorm                                      | Sí        |            |           | Película para TV |
| 2016 | Unclaimed                                     | Sí        |            |           | Película para TV |